# LIAZ 400
LIAZ 400 byla řada nákladních automobilů vyráběná ve firmě LIAZ v letech 1995–99. Existují dva typy – tahač Xena a nákladní vůz Fox. 
Vývoj začal v 90. letech, později měly přijít do výroby i jiné typy a tak postupně nahradit zastaralou řadu 300. Velké množství součástek je přejato z předchozí řady, ale části podvozku, motor a kabina jsou nové. Hliníková kabina Škoda Liaz SKL (Stavebnicová Konstrukce Liaz) je postavena jednoduchým „stavebnicovým“ systémem, aby se dalo jednoduše vyrábět jí delší nebo kratší.  
Její konstrukce je tvořena prostorovým rámem hliníkových profilů, odlitků a velkoplošných sendvičových panelů. Sendvičové opláštění přináší dobré odhlučnění a mimořádnou životnost. Tu výrobce garantoval desetiletou zárukou. Kabina byla uchycena čtyřmi vzduchovými pružinami (měchy), což spolu s moderním, seřiditelným a odpruženým sedadlem (ISRI, Karosa) zvýšilo pohodlí řidiče 
V konstrukci LIAZ byly rozpracovány různé varianty typové řady 400 tak, aby bylo možné pokrýt plnou paletu potřeb zákazníků a plně nahradit typovou řadu LIAZ 300 (tahače, valníky, sklápěče, komunální a autobusové podvozky) s charakterem podvozku 4×2 až 6x4 (teoreticky také 8x4), o nosnosti 10 až 44 tun, s motory 80 až 400 kW (výrobce LIAZ, Deutz, Detroit Diesel, Cummins aj.) a s variabilními kabinami tří různých šířek, dvou různých délek a dvou různých výšek. 
Sílící finanční potíže výrobce a jeho rostoucí zadlužení už ale nedovolily postavit další funkční vzorky či prototypy. Navíc dodavatel motorů Detroit Diesel nebyl schopen zajistit jejich homologaci na novou emisní normu Euro 3 a LIAZ nebyl schopen zafinancovat homologaci vlastních motorů na tuto normu. Rozsáhlý test Xeny německým časopisem Trucker Fernfahrer Magazin tak byl v létě 1999 už jen faktickou labutí písní. Velmi příznivě byl hodnocen nejen design, ale i pohodlí pro posádku – kritiku naopak sklidila ergonomie některých ovládacích prvků, řízení a dostupnost důležitých kontrolních prvků motoru jen po odklopení kabiny.

## Xena
První typ řady je tahač Xena. Úvodní projekt byl vypracován 30. listopadu 1995, první prototyp byl postaven už v červenci 1996 a v září téhož roku absolvoval výstavní premiéru na autosalonu v Hannoveru, české veřejnosti byl představen v červnu 1997 na výstavě Autotec v Brně. 
První vyrobený vůz z roku 1996 nesl typové označení 19.41 TBV a od pozdějších kusů lišil zejména zástavbou motoru LIAZ M1.2C M640TE Euro 2, naladěným na 302 kW (410 k), a unikátním systémem zakrývání výklopných kabinových schůdků.
Druhý vůz nesl označení 19.47 TBV/DD 42/P a byl vybaven motorem Detroit Diesel 6067 GK62 Euro 2. 
Další čtyři prototypy z roku 1997, stejně jako třicetikusová ověřovací série z roku 1998, nesly typové označení 19.47 TBV/DD a měly také motor Detroit Diesel 6067 GK62 Euro 2, o výkonu 321 kW (430 k) v běžném provozu nebo 351 kW (470 k) v režimu tempomat. Tyto vozy již měly nezakryté schůdky a několik dalších odlišností oproti prvnímu kusu. Všechny byly vyrobeny ve verzi 4×2, měly převodovku Eaton RTSO 17 316A, přední nápravy Škoda LIAZ (některé s kotoučovou brzdou), zadní nápravy Rába (výjimkou byl druhý prototyp se zadní nápravou Rockwell). Všechny vozy byly vybaveny kabinou 255M (nejširší, dlouhou, se spací nástavbou).
Tahače byly dodávány s točnicemi Rockinger 610 , alternativně však byly k dispozici i komponenty jiných výrobců (JOST).
Tahač je také vybaven speciální motorovou brzdou Jake brake.
Tahačů Xena bylo vyrobeno pouze 37 kusů, z toho dva byly rozebrány před dodáním zákazníkovi (jeden coby prototyp, druhý kvůli nehodě), fyzicky tedy existovalo nakonec jen 35 kusů. Některé vozy Xena byly později přestavěny z tahačů 4×2 na valníky 6×2 nebo sklápěče 6×2.

## Fox
Komunální podvozek Škoda Fox byl vyráběn v letech 1999–2001. Existoval jednak ve verzi 4×4 (označení 19.29 SA/L) a měl motor LIAZ M1.2C 640FE 290 kW nebo verze 19.33 SA/L (motor LIAZ M1.2C 640SE 330 kW), jednak ve verzích bez předního pohonu (4×2) v odpovídajících variantách 19.29 SB/L a 19.33 SB/L. Všech variant vozu Fox bylo postaveno pouze 19 kusů.
Několik let po ukončení produkce byla výroba obnovena společností Tedom, která začala vyrábět vozy Tedom Fox D a Tedom Fox G, s konfiguracemi 4×2, 4×4 a 6×4. Nebylo však smontováno více než 30 kusů, z toho některé z nich jen jako přestavba starých vozů typových řad LIAZ 100 a LIAZ 300.

## Závodní vozy řady 400
Škoda Xena Race truck
Závodní vůz pro Evropský pohár tahačů. V sezonách 1997 a 1998 ji řídil František Vojtíšek. V obou ročnících dovedl Xenu ke čtvrtému místu v závěrečném hodnocení.
Škoda Fox 13.50 PA/J AWS
Vůz vznikl přestavbou trialového speciálu 13.50 PA/J AWS řady 300. Fox se poprvé zúčastnil Mistrovství Evropy v truck-trialu v sezoně 1998. V Mistrovství Evropy tento vůz startoval nepřetržitě až do roku 2002. Vždy vybojoval druhé místo v závěrečném hodnocení.
TEDOM Fox Dakar
Závodní kamion připravovaný pro Rallye Dakar 2008. Jelikož kabina Fox neprošla před závodem homologací, musel být vůz osazen starší kabinou LIAZ. Vozidlo je nyní (2012) majetkem Czech Dakar Teamu. 